# Чехів

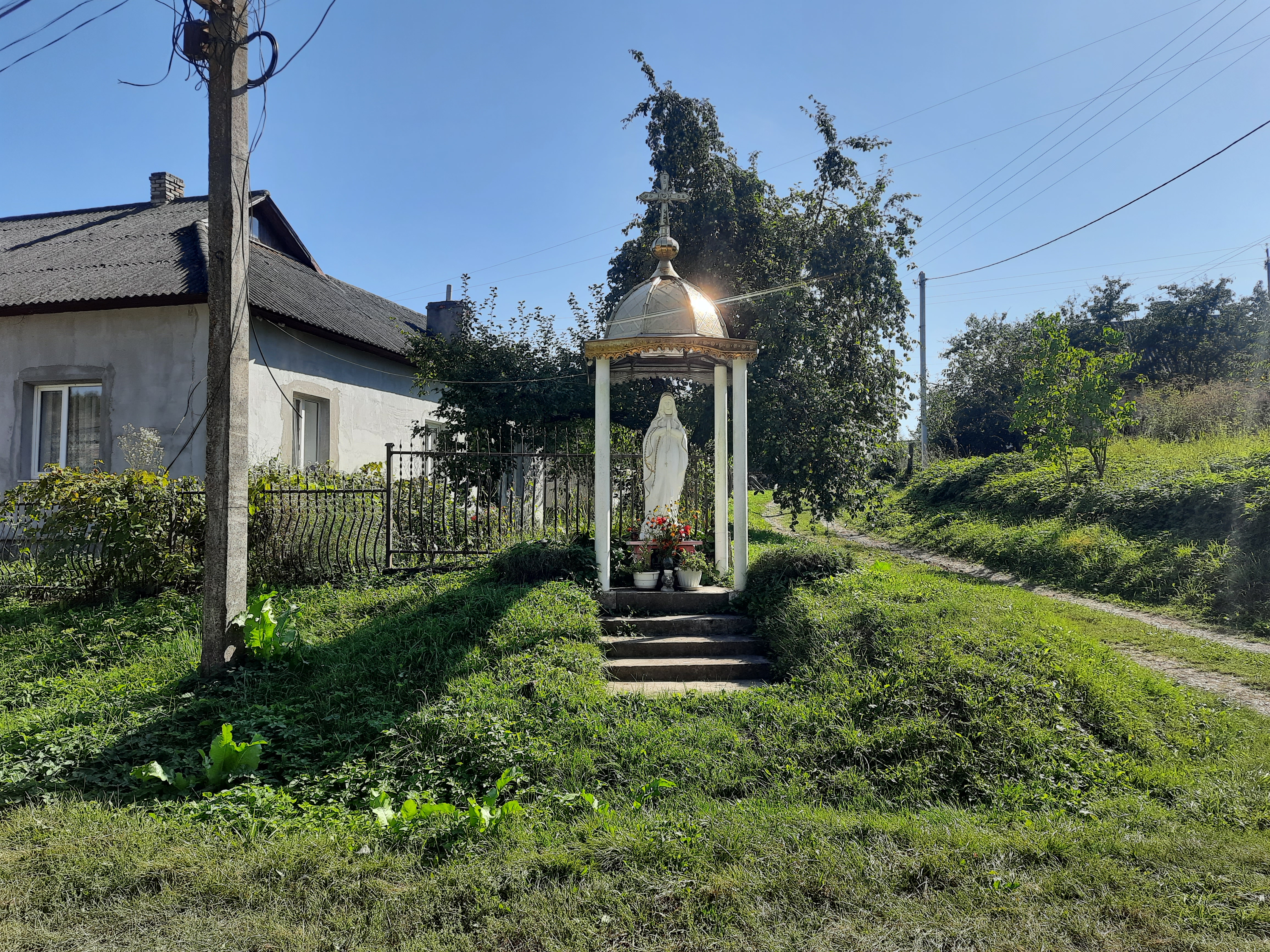
Статуя Божої Матері

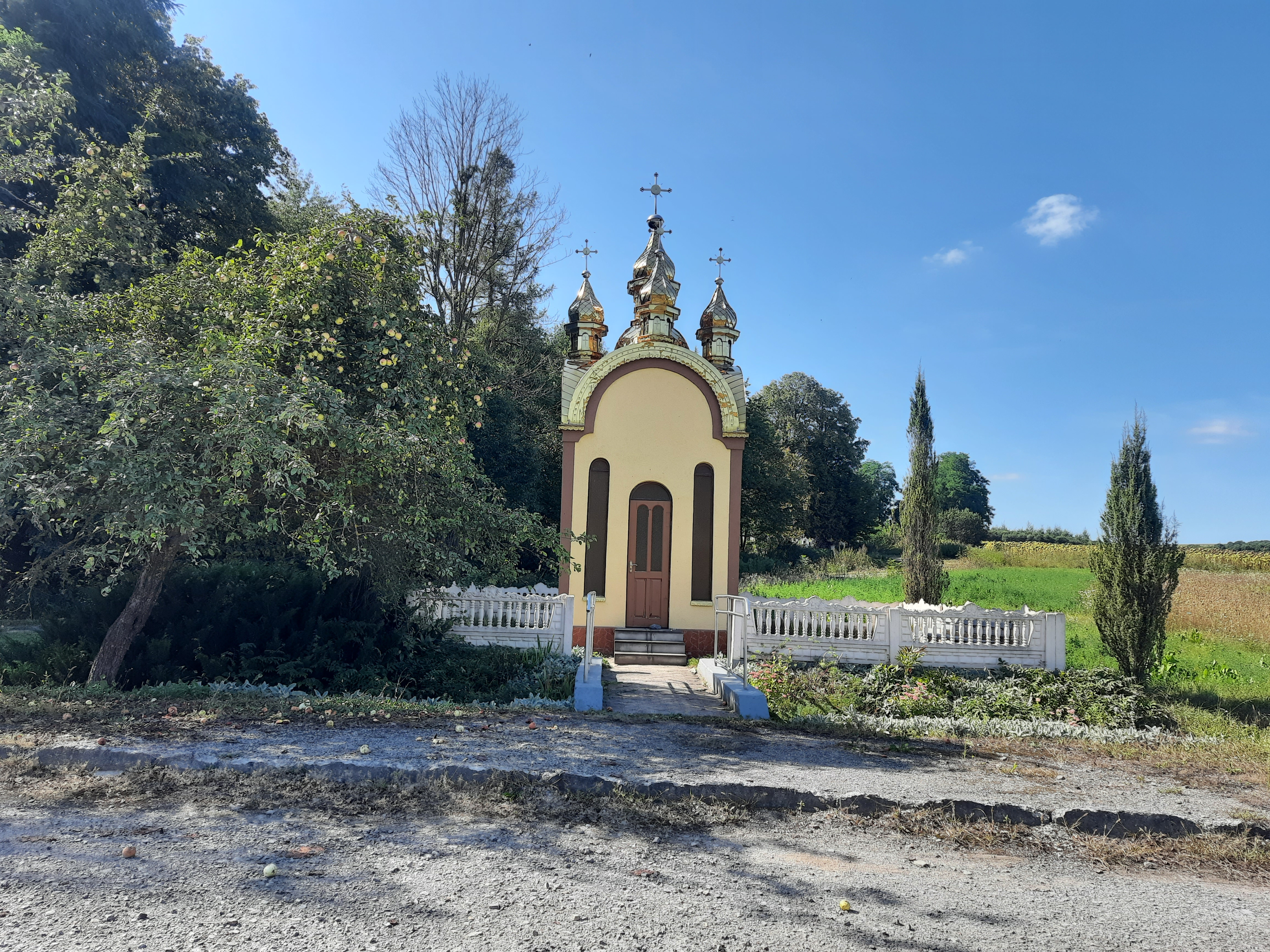
Капличка на околиці села

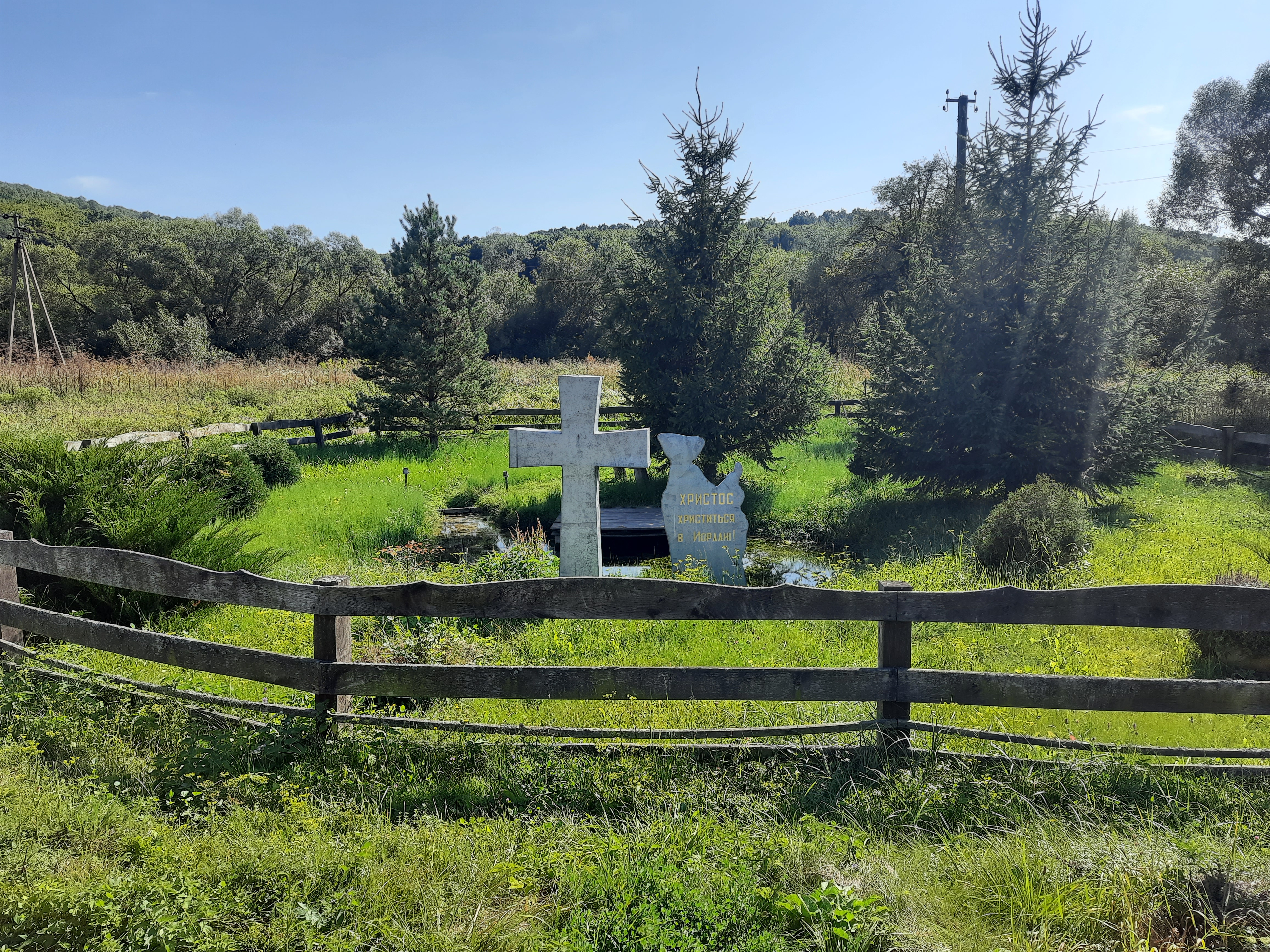
Джерело

Че́хів — село в Україні, у Монастириській міській громаді Чортківського району Тернопільської області. Розташоване на річці Коропець, на північному заході району. Центр Чехівської  сільської ради.(до 2020)
Населення — 284 особи (2007).

## Історія
Поблизу Чехова виявлено археологічні пам'ятки трипільської та комарівсько-тшенецької культур.
Перша писемна згадка — 1454 року.
Згадується 1464 року в книгах галицького суду .
1892 року внаслідок пожежі згоріло 14 будинків.
Діяли «Просвіта», «Луг» та інші товариства, кооператива.
3 липня 1941 німецькі нацисти вбили 38 мешканців Чехова.
В УПА воювали: Степан Бойко, Петро Головачук, Степан Миколин, Михайло Синишин, Микола Шкапко.
Коли лінія фронту наближалася до області, 25 хлопців записалися в УД “Галичина”. Після другого приходу Червоної армії частину молоді мобілізували на фронти Другої світової війни, де загинули:
- Василь Бойко (1907–1945), Василь Кашуба (р. н. невід.–1944), Петро Лемішко (р. н. невід.–1945), Василь (1918–1942) і Юліан (1913–1945) Синишини, Степан Слободян (1910–1945), Петро Спанчак (р. н. невід.–1945);
- пропали безвісти: Федір Боднар (1912 р. н.), Володимир Василишин (1918 р. н.), Павло Шлапко (1919 р. н.);
- подальша доля 4 осіб невідома.

На спецпоселення були вивезені: Василина (1907–1996) і Ганна (1922–1995) Бойки; Іван (1929 р.
н.), Петро (1930 р. н.) та Олена (1932 р. н.) Микитини, Марта Наконечна (1900–р. см. невід.), Параска (1895–р. см. невід.) Слободян, Настя Степко (1898–р. см. невід.), Антоніна (1917–1973), Антоніна (1906 р. н.) і Степан (1936 р.н.) Юрчишини.
Протягом 1962–1966 село належало до Бучацького району. 
12 червня 2020 року, відповідно до розпорядження Кабінету Міністрів України № 724-р «Про визначення адміністративних центрів та затвердження територій територіальних громад Тернопільської області» увійшло до складу Монастириської міської громади.
19 липня 2020 року, в результаті адміністративно-територіальної реформи та ліквідації Монастириського району, село увійшло до складу Чортківського району.

### Епідемія коронавірусу
Станом на 29 березня 2020 року в селі було інфіковано 1 особу COVID-19 (і 44 в районі). 

## Політика

### Парламентські вибори, 2019
На позачергових парламентських виборах 2019 року у селі функціонувала окрема виборча дільниця № 610669, розташована у приміщенні сільської ради.
Результати
- зареєстрований 201 виборець, явка 65,67%, найбільше голосів віддано за «Слугу народу» — 28,79%, за Всеукраїнське об'єднання «Свобода» — 20,45%, за Всеукраїнське об'єднання «Батьківщина» — 15,15%.[5] В одномандатному окрузі найбільше голосів отримав Микола Люшняк (самовисування) — 23,58%, за Аллу Стечишин (самовисування) — 17,89%, за Ігоря Сопеля (Слуга народу) — 13,82%[6].

## Населення

### Мова
Розподіл населення за рідною мовою за даними перепису 2001 року:
| Мова       | Кількість | Відсоток |
| ---------- | --------- | -------- |
| українська | 324       | 100%     |

## Пам'ятки

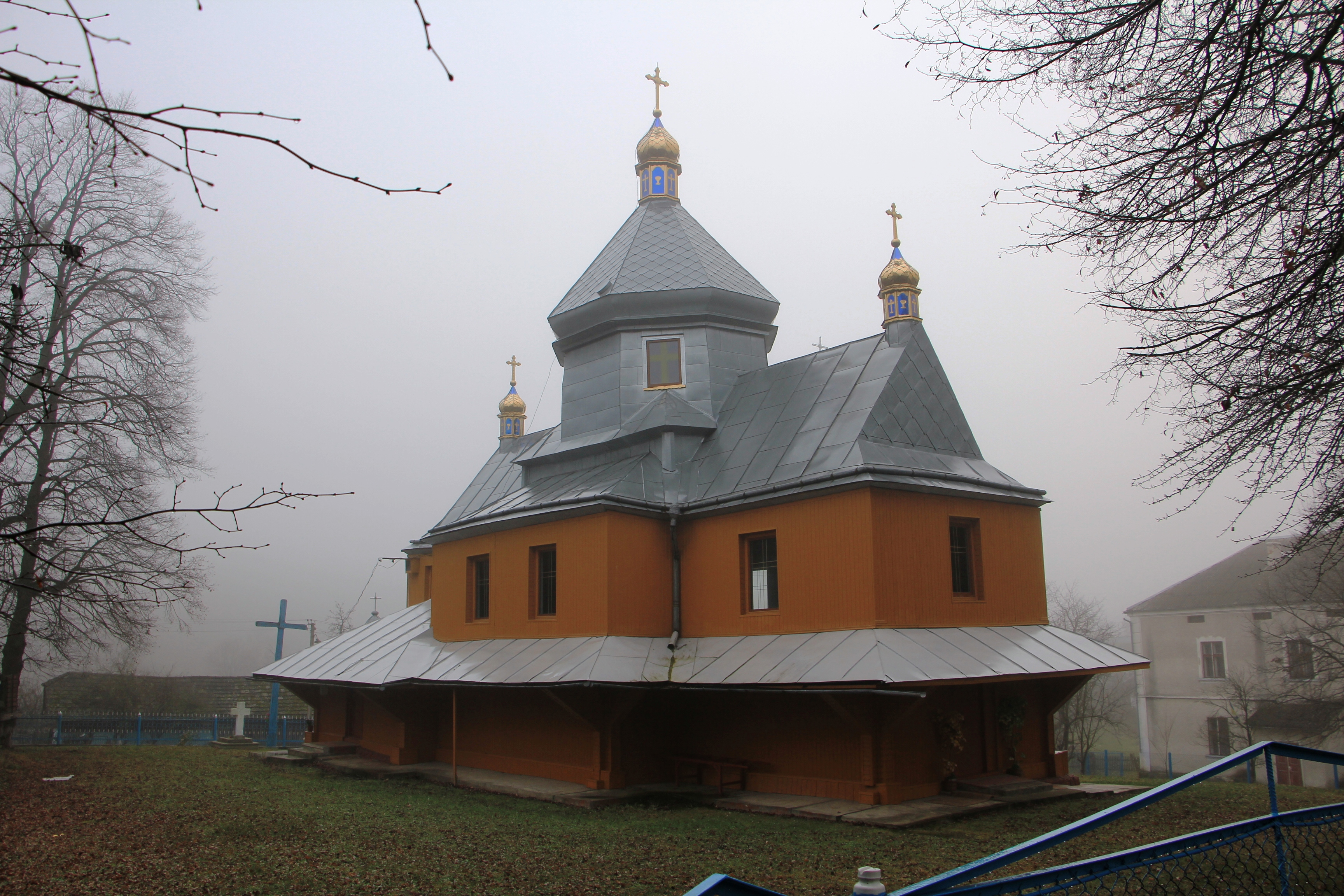
Церква Покрови Пречистої Діви Марії 1885

- Поселення Чехів I[d] (трипільська культура (IV — кін. III тис. до н. е.); комарівсько-тшинецька культура (XV—XII ст. до н. е.));
- Курган Чехів II[d] (культура невизначена);

- церква Покрови Пречистої Богородиці (1885, дерев'яна).
- Братська могила[d] Українських Січових Стрільців (приблизно 50 чол.).
- Споруджено пам'ятник полеглим[d] у німецько-радянській війні воїнам та односельцям, які загинули 3 липня 1941 (1975),
- Братська могила[d] воїнів Української Повстанської Армії (3 чол.);
- Братська могила[d] жертв тоталітарного режиму та учасників національно-визвольної боротьби (37 ос.);

## Соціальна сфера
Працюють ЗОШ 1 ступ., клуб, бібліотека, ФАП, торговельний заклад.

## Відомі люди
- Юзеф Млодецький гербу Півкозич — дідич, тесть дідича Бучача, графа Артура Потоцького гербу Золота Пилява, який 22 серпня 1891 року у Відні уклав шлюб з його донькою Марією.[8]

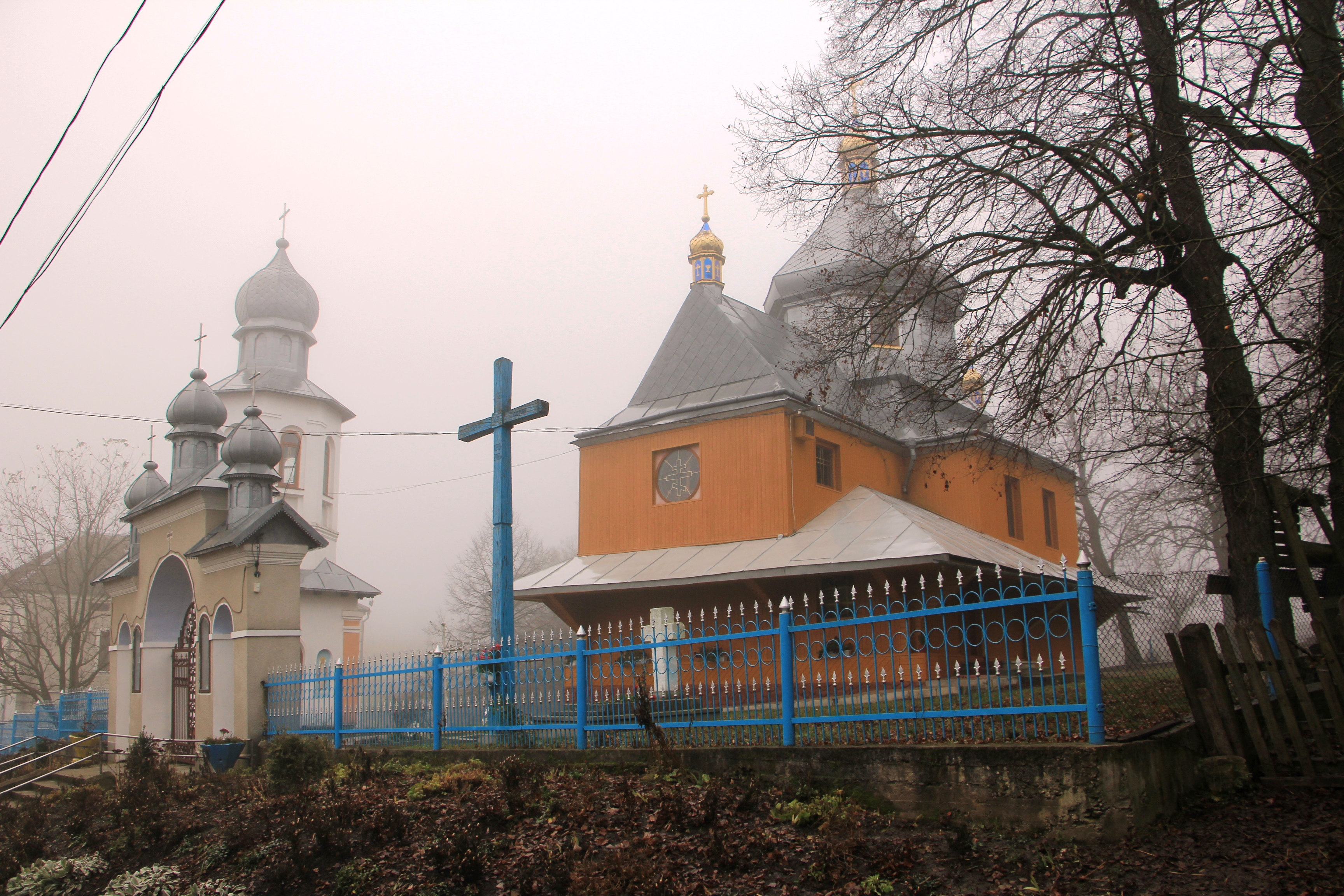
Церква Покрови Пречистої Діви Марії 1885
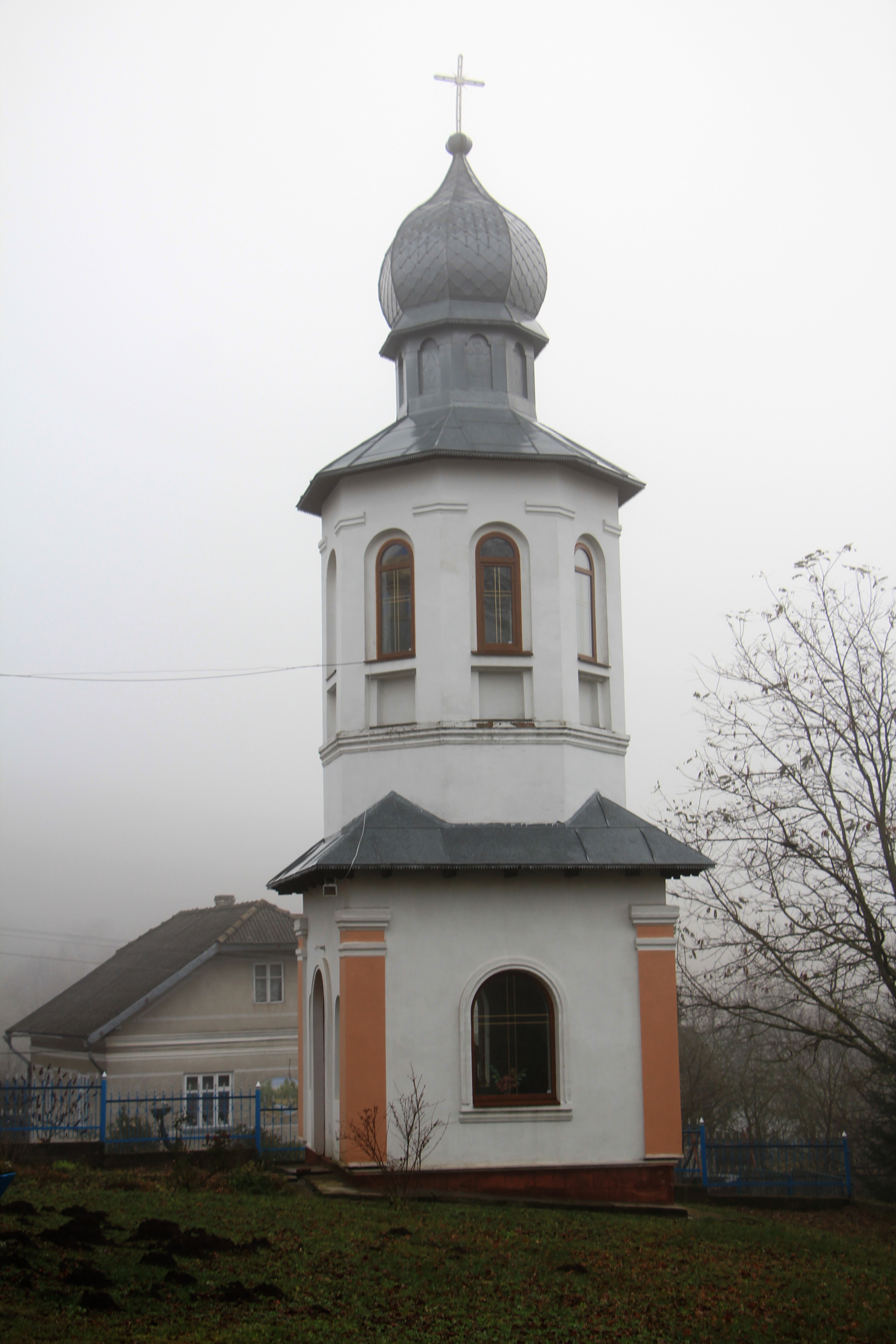
Дзвіниця церкви Покрови Пречистої Діви Марії 1885
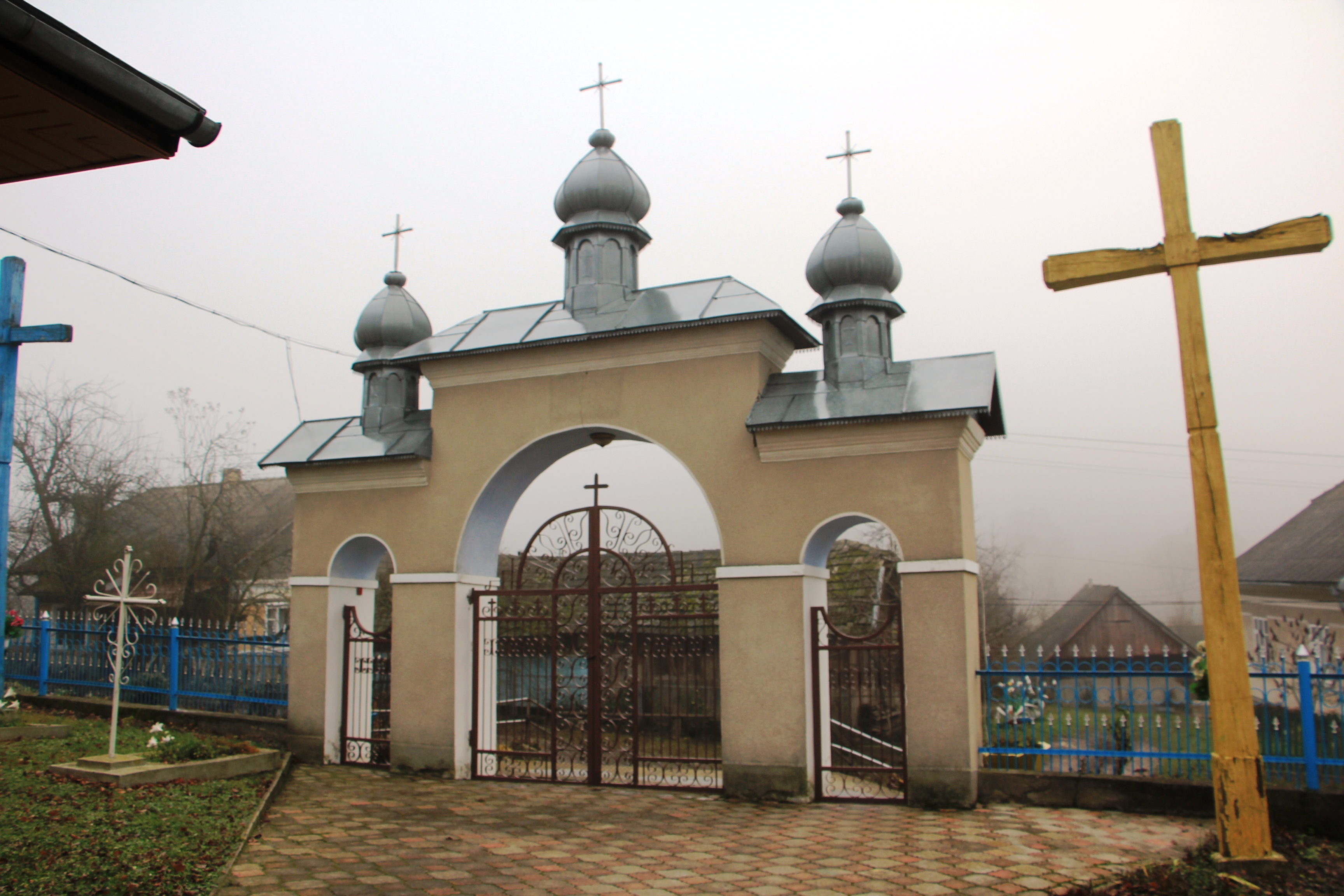
Брама церкви Покрови Пречистої Діви Марії 1885